# Back Again... No Matter What
Albums de Boyzone
Key To My Life : Collection
(2006) B-Sides and Rarities
(2008)
Back Again... No Matter What est la cinquième compilation du groupe irlandais Boyzone. Il est composé des seize plus grands titres du boys-band des années 1994 à 2008 et de deux titres n'ont pas encore été publiés dans un de leurs albums : "Love You Anyway" et "Can't Stop Thinking About You". Ces deux nouvelles chansons seront les premières enregistrées depuis 1999 et les dernières avant la mort de Stephen Gately. Le single "Life Is A Rollercoaster" apparaît en version live. Il existe aussi, dans un pack limité de la compilation, un DVD de 17 clips.

## Liste des titres
Liste des titres :
1. "No Matter What" - 4:35
2. "Baby Can I Hold You" - 3:14
3. "Love You Anyway" - 3:20
4. "Words" - 4:03
5. "Love Me for a Reason" - 3:37
6. "A Different Beat" - 4:14
7. "All That I Need" - 3:41
8. "Better" - 3:36
9. "You Needed Me" - 3:28
10. "Father and Son" - 2:46
11. "Can't Stop Thinking About You" - 3:32
12. "I Love the Way You Love Me" - 3:36
13. "Coming Home Now" - 3:44
14. "Isn't It a Wonder" - 3:44
15. "When the Going Gets Tough" - 3:36
16. "Picture of You" - 3:28
17. "Everyday I Love You" - 3:31
18. "Life Is a Rollercoaster" (Live) - 5:52

Clips du DVD Bonus
1. "No Matter What"
2. "Baby Can I Hold You"
3. "Words"
4. "Love Me for a Reason"
5. "A Different Beat"
6. "All That I Need"
7. "You Needed Me"
8. "Father and Son"
9. "I Love the Way You Love Me"
10. "Coming Home Now"
11. "Isn't It a Wonder"
12. "When the Going Gets Tough"
13. "Picture of You"
14. "Everyday I Love You"
15. "Key to My Life"
16. "So Good"